# Auslegung (Technik)
Die Auslegung bezeichnet in der Technik die Gestaltung von Bauteilen, damit sie ihren definierten Zweck erfüllen können. Das kann alle Aspekte des Entwurfs, der Konstruktion, der Herstellung, des Betriebs und des Einsatzendes betreffen:
- Einsatzumgebung mit Temperatur, Druck und Feuchte
- Atmosphäre, d. h. chemische Zusammensetzung des umgebenden Gases, falls nicht Luft
- Lasten und Lastenkollektive
- Reparaturmöglichkeiten
- Lebensdauer
- Entsorgungsmöglichkeiten.

Sind Entscheidungen über die Bauart, die Werkstoffe und die Formgebung getroffen, so geht es an die zahlenmäßige Festlegung geometrischer Größen. Dies heißt Bemessung oder Dimensionierung.